# Banger (film)
Pour les articles homonymes, voir Banger.
Pour plus de détails, voir Fiche technique et Distribution.
Banger est un film français réalisé par So Me et sorti en 2025.
Le film plonge de plain-pied dans le milieu de la musique electro, dont le réalisateur est issu, puisqu'il a été le directeur artistique du label du même nom, Ed Banger Records, fondé par Pedro Winter en mars 2003 à Montmartre, qui a joué un rôle central dans l'évolution de la musique électronique française, contribuant à définir le son de la « French Touch 2.0 » au début des années 2000 et a fait connaître celle-ci dans le monde entier.

## Synopsis
Un ancien DJ star de la « French Touch » sur le déclin — Scorpex (Vincent Cassel) — est contacté par un agent des services secrets (DGSI) pour faire tomber Vestax (Mister V), son jeune rival en pleine ascension, qui fréquente des trafiquants de drogue. Il espère ainsi parvenir à relancer sa carrière.

## Fiche technique
Sauf indication contraire, les informations mentionnées dans cette section peuvent être confirmées par la base de données cinématographiques IMDb,  présente dans la section « Liens externes ».
- Titre original : Banger
- Réalisation : So Me
- Scénario : So Me, Elias Belkeddar et Baptiste Fillon
- Photographie : Mathieu Plainfossé
- Opérateur Steadicam : Éric Catelan
- Montage : Cyril Nakache et Yann Malcor
- Musique : 2manydjs
- Décors : Julia Lemaire
- Costumes : Elise Bouquet et Reem Kuzayli
- Production : Elias Belkeddar
- Société de production : Iconoclast Films
- Société de distribution : Netflix
- Budget : N/A
- Pays de production :  France
- Langue originale : français
- Format : Couleur — 35 mm — 2,35:1 — Son : Dolby Stereo
- Genre : comédie, film musical
- Durée : 90 minutes (1 h 30)
- Dates de sortie :
  - France : 2 avril 2025

## Distribution
- Vincent Cassel : Scorpex
- Laura Felpin : Rose
- Mister V : Vestax
- Alexis Manenti : Molotov
- Nina Zem : Toni
- Déborah Lukumuena : Tabitha
- Nicolas Maury : Capitani
- Philippe Katerine : Cookie
- Kavinsky : le disquaire
- Paul Mirabel : Stuart
- Panayotis Pascot : Jean-Marc
- Manu Payet : Marius
- Romain Gavras :
- Alice Moitié : Elke
- Pedro Winter : lui même
- Justice : deux hommes dans le magasin de disque (caméo)

## Production
Le film est tourné à Paris, notamment au théâtre de la Gaîté-Lyrique, salle de spectacle parisienne située rue Papin, dans le 3e arrondissement, reconvertie en lieu culturel de la ville de Paris depuis 2011. La scène du défilé de mode extravagant a été tournée au pavillon Baltard à Nogent-sur-Marne (Val-de-Marne)[réf. nécessaire].

## Accueil critique
La critique est relativement partagée. Théo Ribeton, dans Libération, titre son article « Banger » avec Vincent Cassel sur Netflix : beat fait, mal fait et il estime que Banger est « une tentative grotesque de satire des noces de l'électro et de la mode qui ressemble plutôt au symptôme de ce qu'elle aurait voulu dénoncer. » Quant à Michel Bezbakh de Télérama, il parle d'« une comédie à 140 bpm, d'une sublime stupidité », mais considère que ce film est, malgré tout « à prendre comme un plaisir simple, avec bonheur et sans trop réfléchir », et parle d'« un scénario sans surprise, un plaisir simple et deux ou trois scènes qui ont le potentiel pour devenir cultes. »